# Prijava na delovno mesto
Prijava na delovno mesto je dokument, s katerim izrazimo zanimanje za objavljeno prosto delovno mesto. Če delovno mesto ni objavljeno, pošljemo prošnjo za zaposlitev.
Prijava ali vloga za delo je zgoščen prikaz znanja, delovnih izkušenj, interesov, osebnostnih lastnosti in ambicij posameznika. Vsebina prijave mora biti prilagojena vsaki posamezni organizaciji, ki zaposluje. Vsebina naj bi bila izčrpna, razumljiva in preprosta. Osnovni namen pisanja prijave je, da pridobiš povabilo na razgovor za zaposlitev. 

## Možna struktura prijave[1]
Vsebino prijave lahko okvirno razdelimo v tri dele: uvod, jedro in zaključek. Na začetku levo zgoraj navedemo svoje osnovne podatke (ime, priimek, naslov, telefon, elektronski naslov) ter naziv in naslov podjetja. 
V uvodnem delu specifično opredelimo na katero delovno mesto se prijavljamo ter kje točno smo zasledili objavo.
V jedru utemeljimo svojo primernost za delovno mesto, na katerega se prijavljamo. Svojo primernost za to določeno delovno mesto lahko utemeljimo z dveh vidikov: z vidika primernosti za delo v specifični organizaciji ali z vidika primernosti za delo na specifičnem delovnem mestu. Zatem natančno navedemo podatke o pridobljenih delovnih izkušnjam, strokovnem izobraževanju, osebnostnih lastnostnih in pridobljenih spretnostih. Ob tem tudi ocenimo njihov pomen in težo glede na delodajalčeve zahteve in razpisano delovno mesto. Po potrebi omenimo tudi dosežene rezultate na enakih ali podobnih delovnih mestih.
V zaključku nagovorimo delodajalca in ga s tem spodbudimo k pozitivnemu razmišljanju o svoji prijavi. Tak nagovor je npr. »Veselilo bi me, če bi lahko delal v vašem podjetju.«
Spodaj pripišemo še vljudnosti pozdrav, ime in priimek ter lastnoročni podpis. 
K prijavi/prošnji lahko dodamo razne priloge (življenjepis ali CV, spričevala, potrdila, druge pomembne dokumente).

## Tipični elementi
Ob prijavljanju na različna delovna mesta je dobro, da za vsako razpisano mesto napišemo drugačno vlogo. V vsaki napišemo tista znanja in druge značilnosti, ki so povezana z zahtevami na določenem delovnem mestu.
Raziskovalci so na podlagi študij prišlo do 12 priporočenih vsebinskih struktur v prijavah na delovno mesto : 
1. navedba, kje smo zasledili razpis za delovno mesto,
2. izraz zanimanja za delovno mesto,
3. izpostavljanje podobnosti med kandidatom ter bodočim delodajalcem,
4. navedba kandidatovih kariernih ciljev,
5. opis kandidatove izobraževalne zgodovine in profesionalnih veščin,
6. opis kandidatovih pozitivnih osebnostnih lastnosti,
7. prikaz kandidatovih profesionalnih izkušenj (na primerih),
8. navajanje koristi, ki jih bo podjetje imelo, če kandidata zaposlijo,
9. podajanje izjav (npr. sem delaven),
10. ponudbe za dodatne informacije o kandidatu (reference),
11. izraz pričakovanja za kontaktiranje v prihodnosti,
12. izraz spoštovanja.

Prijava na delovno mesto običajno vsebuje kombinacijo manjšega števila tipičnih vsebinskih struktur.